# Convenção para a Preservação de Animais Selvagens, Pássaros e Peixes na África

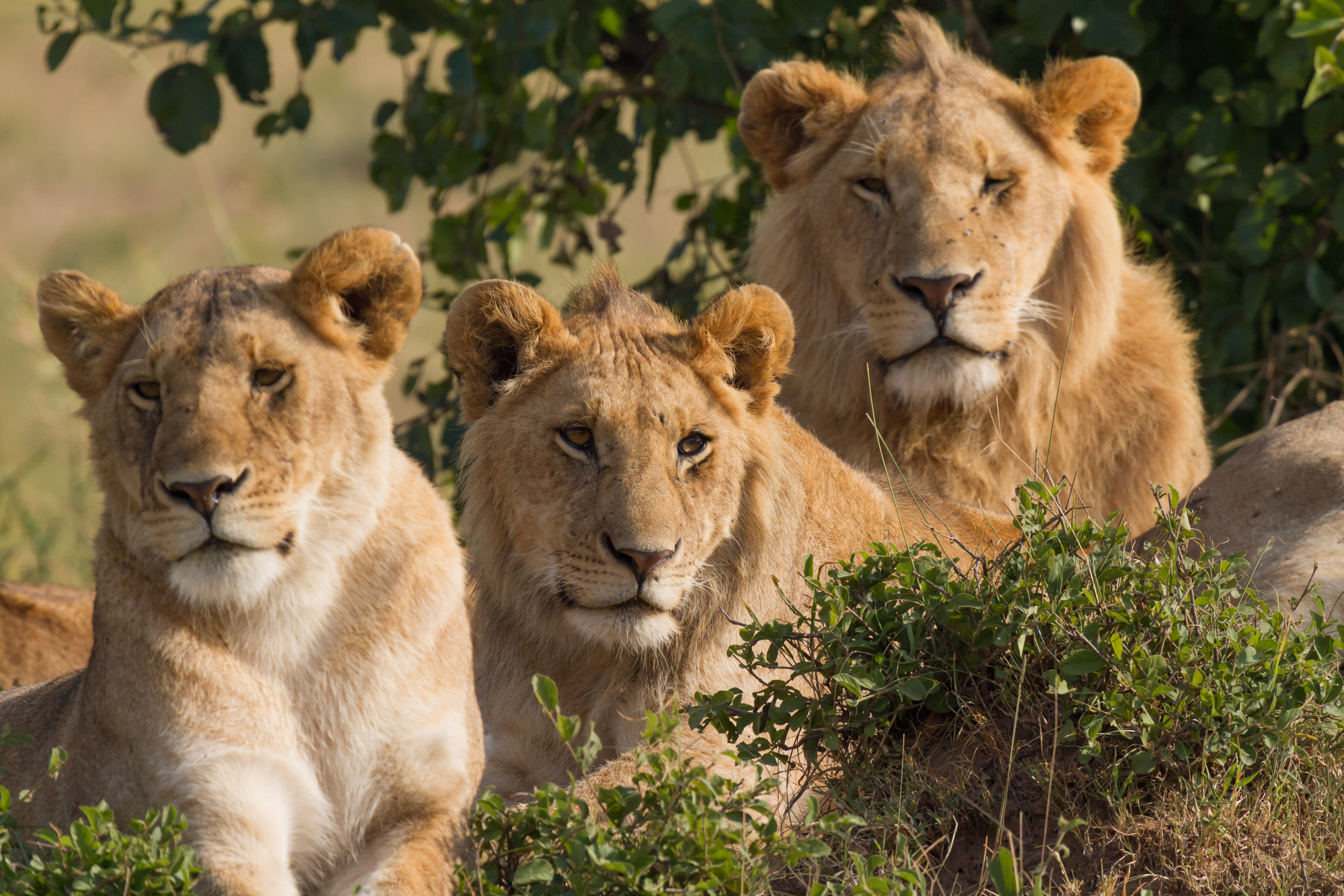
Leões eram considerados "espécie daninha", no quadro do tratado.

A Convenção para a Preservação de Animais Selvagens, Pássaros e Peixes na África, também conhecida como Convenção de Londres de 1900, é um tratado internacional multilateral sobre conservação da natureza, assinado por poderes coloniais europeus em Londres no ano de 1900. Apesar de nunca ter entrado em vigor, ele tem sido reconhecido como um dos primeiros acordos a incentivar a criação de áreas protegidas, e como um marco na história do conservacionismo.

## Conclusão e retificações
A convenção foi concluída e assinada em 19 de maio de 1900, por França, pelo Império Alemão, o Reino Unido, pelo Reino da Itália, pelo Reino de Portugal, Reino da Espanha, e o Estado Livre do Congo. O tratado exigia que todos os Estados signatários o ratificassem antes que ele entrasse em força, e porque a maior parte dos Estados não o fizeram, ele nunca entrou em força.

## Categorias de proteção
Uma importante inovação da convenção — ainda usada em tratados versando sobre a conservação da natureza, bem como nos direitos nacionais — foi a inclusão de animais em listas estabelecendo diferentes categorias de proteção.

### Lista 1: Proibição absoluta de caça ou destruição
Animais na Lista 1 seriam protegidos de toda forma de destruição ou caça; isso seria feito em função da "utilidade" ou "raridade que ameaça a exterminação" dos animais listados.

### Listas 2 e 3: Proibição de caça ou destruição enquanto jovens ou em gestação
Animais na Lista 2 deveria ser protegidos enquanto jovens.
As Listas 2 e 3 eram idênticas.

### Lista 4: Animais que podem ser caçados ou destruídos em números limitados
Animais na Lista 4 deveriam ser protegidos da caça e destruição "exceto em números limitados"

### Lista 5: Animais daninhos cujo número se quer reduzir
Animais na Lista 5 eram designados "daninhos" e o tratado expressava ser desejosa sua redução em números "até limites suficientes".
A convenção encorajava a destruição de ovos de crocodilos e de cobras e serpentes venenosas.

## Outras provisões
A convenção encorajava a criação de áreas protegidas. Se tivesse entrado em vigor, ela teria levado à proibição de uso de redes e armadilhas para caça, e de explosivos e venenos para pesca. A convenção também permitia a criação de impostos de exportação sobre artigos como dentes, chifre e marfim de animais.

## Substituição
O tratado nunca entrou em vigor, e em 1933 foi substituído pela Convenção Relativa à Preservação da Fauna e da Flora em Seu Estado Natural, também chamada Convenção de Londres de 1933.